# Andrea Scotti Galletta
Andrea Scotti Galletta (Napoli, 9 agosto 1982) è un allenatore di pallanuoto ed ex pallanuotista italiano.

## Carriera
È figlio dei pallanuotisti Mario Scotti Galletta (1950-2020) e Barbara Damiani (1963). Il padre è stato portiere della Canottieri Napoli e della nazionale italiana.
Cresciuto nel Posillipo, con la calottina dei campani ha vinto uno scudetto, una Coppa dei Campioni e una Supercoppa LEN, mentre con l'Acquachiara è arrivato al secondo posto in Coppa LEN nel 2015. In seguito ha giocato con la Rari Nantes Salerno (come il padre Mario), squadra della quale è diventato anche allenatore delle giovanili, con cui ha conquistato due scudetti di categoria. Con la nazionale italiana ha partecipato ad una edizione dei mondiali ed a una degli europei. Inoltre è stato direttore tecnico della Rari Nantes Napoli e allenatore della Nuoto 2000. È stato allenatore delle giovanili dell'Ortigia, dell'Acquachiara (nel 2015 vice campione d'Italia U15) e dei Lions Napoli, con cui ha conquistato uno scudetto giovanile ed due scudetti paralimpici. Nella sua ultima stagione da giocatore dei Lions Napoli prima del ritiro, nel 2024, ottiene la promozione in Serie A2, per poi assumere la guida della prima squadra.
Inoltre è presidente dei Lions Napoli e dirigente della FIN Campania.

## Palmarès
- Campionato italiano: 1

Posillipo: 2003-04
- Coppa dei Campioni/Eurolega: 1

Posillipo: 2004-05
- Supercoppa LEN: 1

Posillipo: 2005